# Naphtali Näf

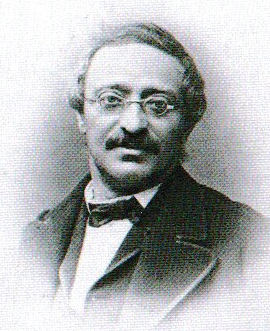
Naphtali Näf

Naphtali Näf (auch Naftali Naef, geboren am 31. Mai 1818 in Wangen, Großherzogtum Baden; gestorben am 11. Juli 1891 in Freiburg im Breisgau) war ein badischer Landtagsabgeordneter. 

## Leben
Näf, der jüdischen Glaubens war, studierte Rechtswissenschaften an den Universitäten Freiburg und Heidelberg und arbeitete anschließend als Rechtsanwalt in Freiburg. 1847 erlangte er das Bürgerrecht. Gegen diesen Beschluss erhob sich massiver Widerspruch, und die Entscheidung wurde revidiert. Der badische Staat ernannte Näf zum Advokaten und Procurator beim Hofgericht Freiburg. 1869 wurde Näf für die Nationalliberale Partei im Wahlkreis Freiburg II in die Badische Ständeversammlung gewählt. 1871 unterlag er bei der Landtagswahl, von 1877 bis 1880 vertrat Näf dann den Wahlkreis 8 Lörrach. 
1870 fiel Näfs einziger Sohn als Kriegsfreiwilliger im Deutsch-Französischen Krieg.

## Schriften (Auswahl)
- Das Gesetz über die Rechtsverhältnisse und die Verwaltung der mit Gemeindebürgschaft versehenen Sparkassen vom 9. April 1880. Lahr 1880.
- (Bearbeiter): Das Wasserrecht im Großherzogtum Baden. Schauenburg, Lahr 1882.
- Das Recht der Liegenschaftsvollstreckung im Großherzogtum Baden: mit angehängtem Textabdruck der einschlägigen Rechtsnormen. J. Bielefeld´s Verlag, Karlsruhe 1884.
- Das französische und badische Recht der Vermögensabsonderung unter Eheleuten. Mohr, Freiburg i.Br. 1886.